# Tjornaja tjajka
Tjornaja tjajka (russisk: Чёрная чайка) er en sovjetisk spillefilm fra 1962 af Grigorij Koltunov.

## Medvirkende
- Anatolij Adoskin
- Nikolaj Volkov som Manuel
- Saida Dadasjeva som Panchita
- Igor Dmitriev
- Dzheikhun Dzhamal som Manolo